# Возьники (Лосицький повіт)
Возьники (пол. Woźniki) — село в Польщі, у гміні Лосиці Лосицького повіту Мазовецького воєводства. Населення — 122 особи (2011).

## Історія
За даними етнографічної експедиції 1869—1870 років під керівництвом Павла Чубинського, у селі переважно проживали греко-католики, які розмовляли українською мовою.
У 1975—1998 роках село належало до Білопідляського воєводства.

## Демографія
Демографічна структура станом на 31 березня 2011 року:
|          | Загалом | Допрацездатний вік | Працездатний вік | Постпрацездатний вік |
| -------- | ------- | ------------------ | ---------------- | -------------------- |
| Чоловіки | 66      | 12                 | 41               | 13                   |
| Жінки    | 56      | 14                 | 27               | 15                   |
| Разом    | 122     | 26                 | 68               | 28                   |